# Back to Black
| 전문가 평가          | 전문가 평가 |
| 총 점수              | 총 점수     |
| 출처                 | 점수        |
| -------------------- | ----------- |
| 메타크리틱           | 81/100      |
| 평가 점수            |             |
| 출처                 | 점수        |
| AllMusic             | [ 2 ]       |
| The A.V. Club        | A−          |
| Entertainment Weekly | A−          |
| The Guardian         | [ 5 ]       |
| The Independent      | [ 6 ]       |
| The Observer         | [ 7 ]       |
| Pitchfork            | 6.4/10      |
| Q                    | [ 9 ]       |
| Rolling Stone        | [ 10 ]      |
| The Times            | [ 11 ]      |

《Back to Black》은 아일랜드 레코드가 2006년 10월 27일에 발매한 영국의 싱어송라이터 에이미 와인하우스의 두 번째이자 마지막 스튜디오 음반이다. 와인하우스는 전 남자친구이자 미래의 남편인 블레이크 필더시빌과의 격동적인 관계를 바탕으로 음반을 프로듀싱했다. 그들의 짧은 이별은 그녀가 관계에서 죄책감, 슬픔, 불륜, 실연, 트라우마의 주제를 탐구하는 음반을 만들도록 자극했다.
1960년대 걸그룹의 팝과 솔 음악에 영향을 받은 와인하우스는 프로듀서 살람 레미, 마크 론슨, 샤론 존스의 밴드 댑킹스와 함께 그 시대의 사운드를 컨템포러리 알앤비와 네오 소울 음악과 혼합하는 데 도움을 주었다. 2005년부터 2006년까지 그녀는 마이애미의 인스트루멘탈 주 스튜디오에서 레미와 함께, 그 후 뉴욕의 청 킹 스튜디오와 댑톤 레코드에서 론슨과 댑킹스와 함께 음반의 곡들을 녹음했다. 톰 엘머스트는 런던의 메트로폴리스 스튜디오에서 이 음반을 믹싱했다.
《Back to Black》은 레미와 론슨의 프로듀싱뿐만 아니라 와인하우스의 작사, 작곡과 감성적인 창법에도 찬사를 보냈다. 이 음반에는 5개의 싱글이 수록되었는데, 〈Rehab〉, 〈You Know I'm No Good〉, 〈Back to Black〉, 〈Tears Dry on Their Own〉, 〈Love Is a Losing Game〉이 그것이다. 아델, 더피, 에스텔과 같은 아티스트들의 음악적 지형을 구축하면서, 2000년대 후반 내내 브리티시 솔의 광범위한 인기에 주요한 영향을 미친 것으로도 언급되고 있다.

## 배경
2002년 아일랜드 레코드와 계약한 후, 와인하우스는 2003년 10월 20일 데뷔 음반 《Frank》를 발매했다. 그녀는 전 남자친구인 크리스 테일러에게 점차 흥미를 잃으면서 음반을 헌정했다. 살람 레미가 주로 프로듀싱한 많은 곡들이 재즈의 영향을 받았으며, 두 개의 커버 버전을 제외한 모든 곡은 와인하우스가 공동 작곡했다. 이 음반은 가사의 "멋지고 비판적인 시선"에 대한 찬사와 함께  긍정적인 평가를 받았고, 그녀의 보컬은 세라 본, 메이시 그레이 등과 비교되었다. 이 음반은 발매 당시 영국 음반 차트에서 13위에 올랐고, 영국 축음기 협회로부터 트리플 플래티넘 인증을 받았다. 2004년, 와인하우스는 브릿 어워드에서 영국 여성 솔로 아티스트와 영국 어반 액트 후보에 올랐고, 《Frank》는 머큐리상 후보에 올랐다. 같은 해, 이 음반의 첫 번째 싱글인 〈Stronger Than Me〉는 와인하우스와 레미에게 최고의 컨템포러리 송 부문에서 아이버 노벨로 어워드를 안겨주었다. 2004년 《옵저버》와의 인터뷰에서 와인하우스는 이 음반에 대해 "음반에 있는 어떤 것들이 그녀를 존나 씁쓸한 곳으로 가게 했다"며 불만을 표시했다. 그녀는 또한 마케팅이 "엉터리"였고, 프로모션은 "끔찍했다"며, 모든 것이 "난장판"이었다고 언급했다.

## 상업적 성과
《Back to Black》은 2006년 11월 5일 첫 주 43,021장의 판매고를 올리며 영국 음반 차트에서 3위로 데뷔했다. 이 음반은 2007년 1월 20일 발매 11주 만에 처음으로 1위에 올랐으며, 35,500장이 넘게 팔렸다. 그 다음 주, 그것은 거의 48,000장이 팔리면서 1위를 유지했다. 5주 후, 이 음반은 영국 차트에서 3주째 1위를 차지하며 47,000장이 팔렸다. 《Back to Black》은 영국에서 2007년 가장 많이 팔린 음반으로, 185만 장이 팔렸다. 영국 축음기 협회는 2018년 3월 30일 13회 플래티넘 인증을 받았으며, 2018년 10월까지 393만 장이 팔려 21세기 영국에서 두 번째로 많이 팔린 음반이자 영국에서 역대 12번째로 많이 팔린 음반이 되었다.
《Back to Black》은 미국에서 첫 주 51,000장의 판매고를 올리며 빌보드 200에서 7위로 데뷔했고, 그 다음 주 빌보드 200에서 2위로 데뷔한 조스 스톤의 《Introducing Joss Stone》에 의해 깨진 당시 영국 여성 솔로 아티스트의 음반 중 가장 높은 데뷔 엔트리가 되었다. 와인하우스가 제50회 그래미 어워드에서 여러 차례 수상한 후, 이 음반은 2008년 3월 1일 자 빌보드 200에서 115,000장의 판매고를 올리며 24위에서 2위로 뛰어올랐다. 이 음반은 2008년 3월 12일 미국 음반 산업 협회로부터 더블 플래티넘 인증을 받았으며, 이후 미국에서 거의 300만 장이 팔렸다.
《Back to Black》은 오스트리아, 벨기에, 독일, 그리스, 아일랜드, 스위스와 같은 몇몇 유럽 국가에서 1위를 하면서 유럽 톱 100 음반 차트에서 13주 연속 1위를 차지했다. 이 음반은 2011년 말 국제 음반 산업 협회로부터 8회 플래티넘 인증을 받았으며, 유럽 전역에서 800만 장의 판매고를 올렸다. 2018년 9월까지 전 세계적으로 1,600만 장 이상이 팔렸다.

## 곡 목록
모든 곡들은 특별한 언급이 없는 한 에이미 와인하우스에 의해 작사/작곡하였다.
| #   | 제목                       | 작사·작곡                                        | 프로듀서  | 재생 시간 |
| --- | -------------------------- | ------------------------------------------------ | --------- | --------- |
| 1.  | 〈Rehab〉                  |                                                  | 마크 론슨 | 3:34      |
| 2.  | 〈You Know I'm No Good〉   |                                                  | 론슨      | 4:17      |
| 3.  | 〈Me & Mr Jones〉          |                                                  | 살람 레미 | 2:33      |
| 4.  | 〈Just Friends〉           |                                                  | 레미      | 3:13      |
| 5.  | 〈Back to Black〉          | 와인하우스, 론슨                                 | 론슨      | 4:01      |
| 6.  | 〈Love Is a Losing Game〉  |                                                  | 론슨      | 2:35      |
| 7.  | 〈Tears Dry on Their Own〉 | 와인하우스, 니콜라 애시포드, 발레리 심슨         | 레미      | 3:06      |
| 8.  | 〈Wake Up Alone〉          | 와인하우스, 폴 오더피                            | 론슨      | 3:42      |
| 9.  | 〈Some Unholy War〉        |                                                  | 레미      | 2:22      |
| 10. | 〈He Can Only Hold Her〉   | 와인하우스, 리처드 포인덱스터, 로버트 포인덱스터 | 론슨      | 2:46      |
| 11. | 〈Addicted〉               |                                                  | 레미      | 2:45      |

## 인증
</ref>}}
| 국가                                                                                         | 인증         | 판매량/출하량 |
| -------------------------------------------------------------------------------------------- | ------------ | ------------- |
| 아르헨티나 (CAPIF)                                                                           | 골드         | 20,000^       |
| 오스트레일리아 (ARIA)                                                                        | 6× 플래티넘  | 420,000       |
| 오스트리아 (IFPI 오스트리아)                                                                 | 7× 플래티넘  | 210,000*      |
| 벨기에 (BEA)                                                                                 | 3× 플래티넘  | 150,000*      |
| 브라질 (Pro-Música Brasil)                                                                   | 다이아몬드   | 250,000*      |
| 캐나다 (뮤직 캐나다)                                                                         | 플래티넘     | 100,000^      |
| 덴마크 (IFPI Danmark)                                                                        | 7× 플래티넘  | 140,000       |
| 핀란드 (Musiikkituottajat)                                                                   | 플래티넘     | 33,884        |
| 프랑스 (SNEP)                                                                                | 2× 플래티넘  | 1,000,000     |
| 독일 (BVMI)                                                                                  | 6× 플래티넘  | 1,200,000^    |
| 그리스 (IFPI 그리스)                                                                         | 플래티넘     | 15,000^       |
| 헝가리 (MAHASZ)                                                                              | 플래티넘     | 6,000^        |
| 이탈리아 (FIMI) sales since 2009                                                             | 3× 플래티넘  | 150,000*      |
| 일본 (RIAJ)                                                                                  | 골드         | 100,000^      |
| 네덜란드 (NVPI)                                                                              | 5× 플래티넘  | 350,000^      |
| 뉴질랜드 (RMNZ)                                                                              | 3× 플래티넘  | 45,000^       |
| 노르웨이 (IFPI 노르웨이)                                                                     | 플래티넘     | 40,000*       |
| 폴란드 (ZPAV)                                                                                | 2× 플래티넘  | 40,000*       |
| 포르투갈 (AFP)                                                                               | 2× 플래티넘  | 40,000^       |
| 러시아 (NFPF)                                                                                | 2× 플래티넘  | 40,000*       |
| 스페인 (PROMUSICAE)                                                                          | 2× 플래티넘  | 160,000^      |
| 스웨덴 (GLF)                                                                                 | 플래티넘     | 40,000^       |
| 스위스 (IFPI 스위스)                                                                         | 7× 플래티넘  | 210,000^      |
| 튀르키예                                                                                     | 골드         | 0             |
| 영국 (BPI)                                                                                   | 14× 플래티넘 | 4,200,000     |
| 미국 (RIAA)                                                                                  | 2× 플래티넘  | 3,000,000     |
| 요약                                                                                         |              |               |
| 유럽 (IFPI)                                                                                  | 8× 플래티넘  | 8,000,000*    |
| 전 세계                                                                                      | —            | 16,000,000    |
| *판매량을 기반으로 한 인증 · ^출하량을 기반으로 한 인증 · 판매량+스트리밍을 기반으로 한 인증 |              |               |

## 같이 보기
- 영국에서 가장 많이 팔린 음반 목록